# Злые куклы
Злые куклы — израильский музыкальный коллектив.

## Текущий состав группы
- Фред Адра — вокал, акустическая и электрическая гитары, бас, клавиши и другое
- Беньямин Харель — бас, скрипка, кавакиньо, окарина
- Сергей Осминкин — барабаны
- Марк Шовман — барабаны, флейта, окарина
- Михаил Русин — клавиши, вокал (бывший участник)

## Официальная дискография
- 2000 — Поздний сентябрь
- 2001 — Искусство лгать (live)
- 2003 — Три внутри
- 2004 — Чужой небесный город
- 2005 — Мутабор
- 2006 — На закате времён
- 2007 — Странное завтра
- 2008 — На Закате времён